# Israël Nisand
Pour les articles homonymes, voir Nisand.
Israël Nisand, né le 13 décembre 1950 à Afoula (district nord d'Israël), est un gynécologue obstétricien français aux hôpitaux universitaires de Strasbourg. Il est professeur des universités et enseigne les sciences humaines à la faculté de médecine de Strasbourg.

## Biographie
Fils de Léon Nisand et de Andrée Lévy, Israël Nisand est le frère de Michaël Nisand, Uriel Nisand, Raphaël Nisand, avocat, et du docteur Gabriel Nisand. Il naît en Israël après que ses parents y ont immigré.
Il fait ses études à la faculté de médecine de l'université de Strasbourget devient professeur des universités. Il a été directeur de l'école des sages-femmes du centre hospitalier intercommunal de Poissy. Depuis 2005, il est chef du département de gynécologie-obstétrique des Hôpitaux universitaires de Strasbourg. Il est membre de la Commission nationale de la naissance.
Israël Nisand est l'auteur d'un rapport sur « L'IVG en France », remis en février 1999 à Martine Aubry. En 2000, lors de l'examen du projet de loi relatif à l'interruption volontaire de grossesse et à la contraception, il s'oppose à l'extension du délai de 10 à 12 semaines de grossesse, craignant une dérive eugéniste,. Il est à l'origine du mouvement de protestation des échographistes face à la jurisprudence Perruche.
Dans une tribune parue dans le quotidien Le Monde en date du 2 janvier 2003, ainsi que dans des entretiens avec la presse, Israël Nisand a proposé que le clonage reproductif soit reconnu comme étant un crime contre l'humanité tout en écartant l'interdiction du clonage thérapeutique. Depuis, les changements scientifiques et éthiques relatifs au clonage reproductif l'ont fait changer d'avis, et il enseigne d'ailleurs à ses élèves de l'Université de Strasbourg les raisons de ses propos et de l'évolution de sa pensée.

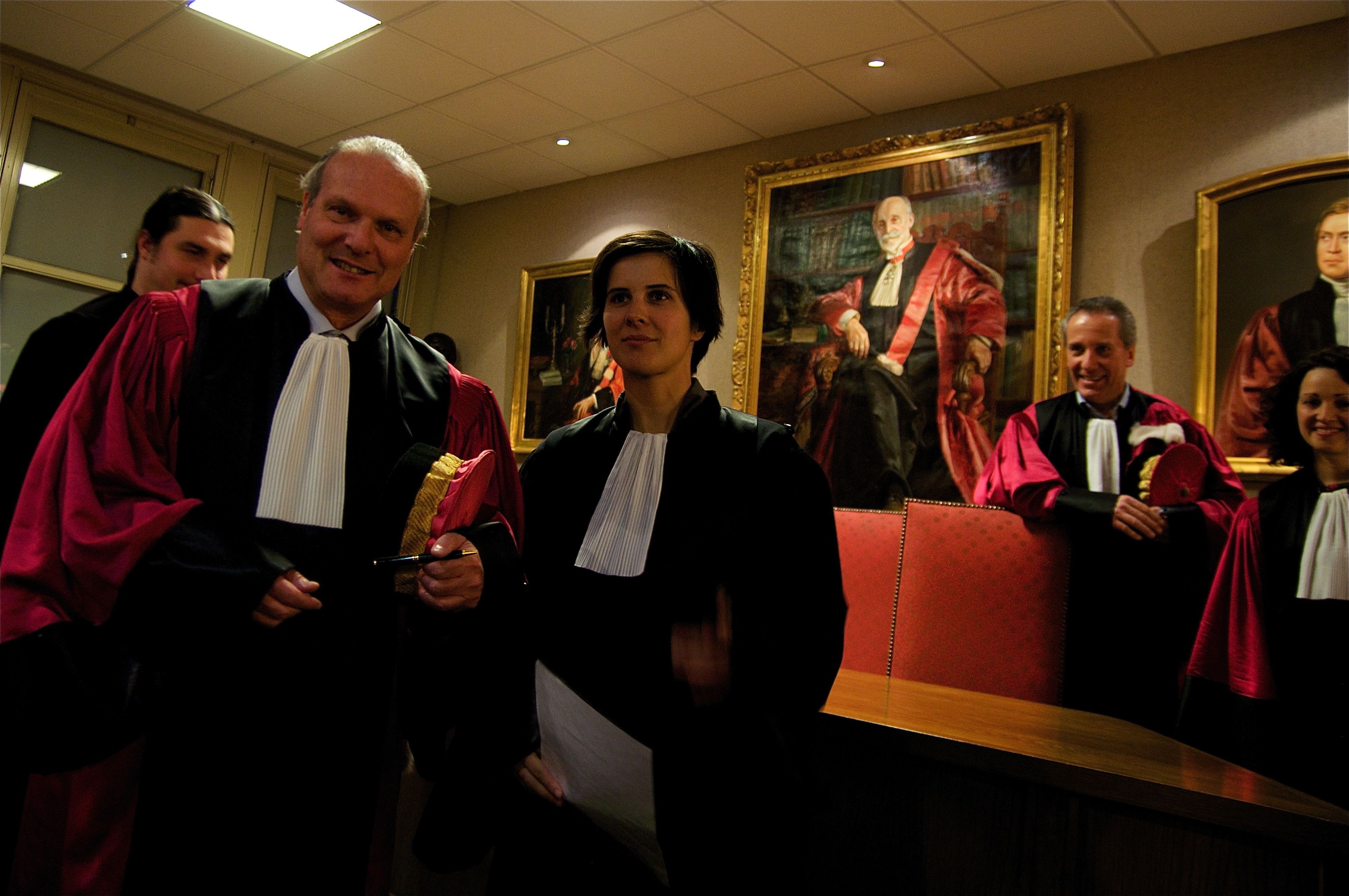
Israël Nisand lors d'une soutenance de thèse de médecine

Après y avoir été opposé dans un premier temps, Israël Nisand est aujourd'hui favorable à la légalisation encadrée de la gestation pour autrui,.
En mars 2016, il signe une tribune dans Le Monde avec cent trente médecins et biologistes, qui reconnaissent avoir aidé des couples homosexuels à avoir des enfants en infraction avec la loi, et il s'engage en faveur de l'ouverture de la procréation médicalement assistée (PMA) à ces mêmes couples.
Il est président du Collège national des gynécologues et obstétriciens français du 1er janvier 2017 au 30 décembre 2020. Son successeur est Joëlle Belaïsch-Allart.
En 2020, lors de l'examen de la proposition de loi visant à renforcer le droit à l'avortement, il prend position contre l'augmentation du délai légal de 12 à 14 semaines de grossesse,,.

### Parcours
- 1967-1974 : études de médecine à Strasbourg
- 1974-1978 : interne des hôpitaux de Strasbourg
- 1978-1981 : chef de clinique-assistant des Hôpitaux
- 1988-1992 : expert en diagnostic prénatal et médecine fœtale à la cour d'appel de Colmar
- 1992-1998 : chef du service de gynécologie-obstétrique à Poissy
- 1993-1998 : expert (diagnostic prénatal et médecine fœtale) à la cour d'appel de Versailles
- Depuis 2002 : chef du pôle de gynécologie obstétrique au CHU de Strasbourg
- 2011 : création du forum européen de bioéthique de Strasbourg
- 2017-2020 : Président du Collège national des gynécologues et obstétriciens français
- 2021 : Chef de la Maternité de l'Hôpital américain de Neuilly

### Spécialités
Gynécologue obstétricien, Israël Nisand est spécialiste :
- du diagnostic prénatal ;
- de l'IVG ;
- de la procréation médicalement assistée ;
- des questions de bioéthique et d'éthique médicale.

### Engagement politique
Se disant « le cœur à gauche », Israël Nisand a néanmoins voté en faveur de Nicolas Sarkozy aux deux tours de l'élection présidentielle de 2007 pour « éviter l'élection de Ségolène Royal », qu'il juge « conservatrice et surtout douée pour retourner sa veste ».
Il a présidé le comité de soutien du député (PS) sortant et réélu de la première circonscription de Strasbourg Armand Jung pour les élections législatives de 2007.
Candidat aux municipales de 2008 à Strasbourg en septième position sur la liste du socialiste Roland Ries, il est élu conseiller municipal, et obtient la délégation, auprès du maire, pour les affaires ayant trait aux hôpitaux de Strasbourg.
Son frère Raphaël Nisand est maire de Schiltigheim de 2008 à 2014 et ancien président d'honneur de la LICRA du Bas-Rhin.

#### Le Forum européen de bioéthique

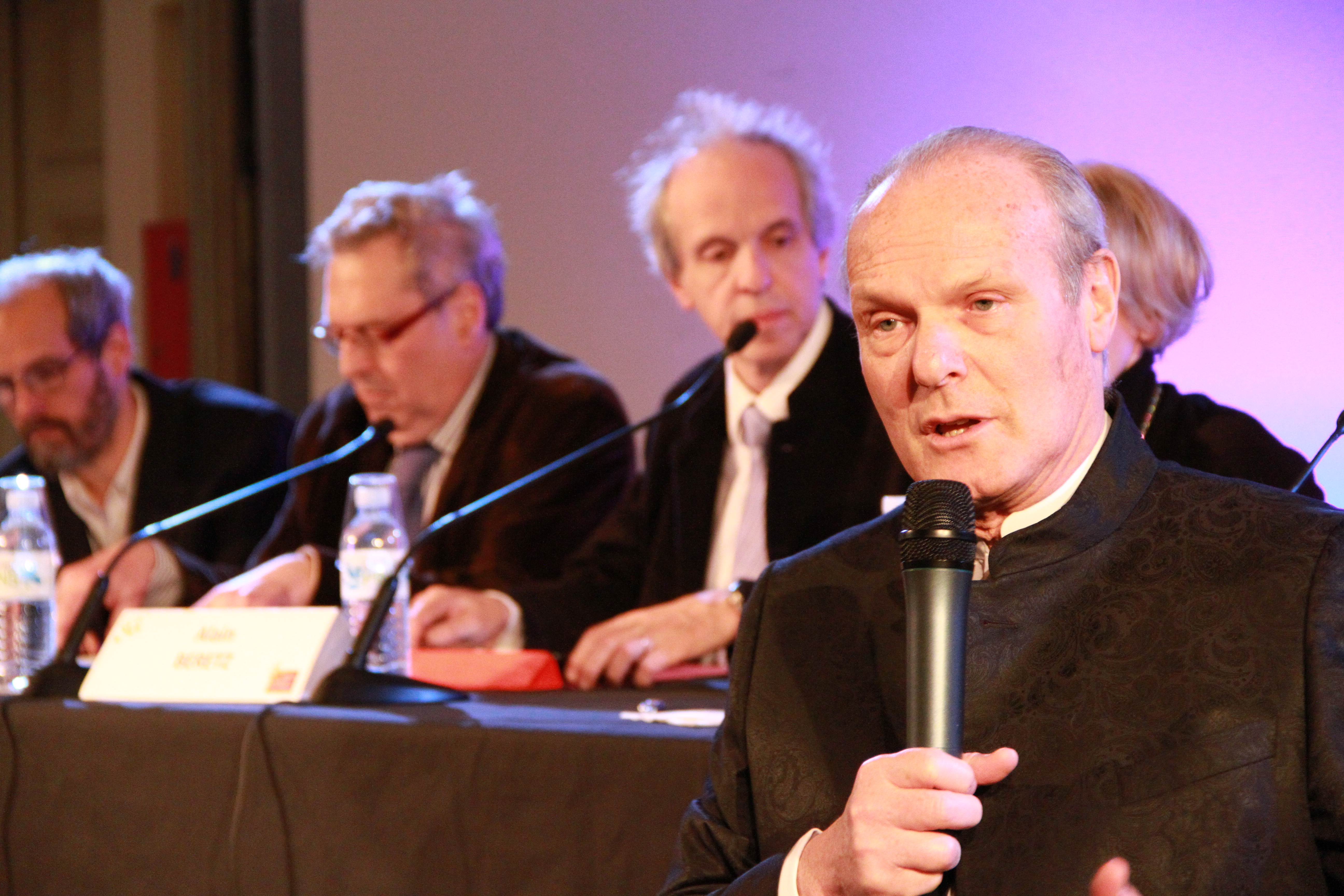
Israël Nisand au 3e forum européen de bioéthique à Strasbourg le 28 janvier 2013.

Lors de la campagne des municipales de 2008 à Strasbourg, il propose la création du Forum européen de bioéthique où le grand public est convié gratuitement à des débats ouverts et pédagogiques. En février 2011, la thématique de la fin de vie et du vieillissement a réuni 6 500 personnes. En février 2012, « La famille en chantier » a attiré plus de 9 000 personnes. En février 2013, la thématique porte sur le corps humain en pièces détachées.

## Polémique sur la pilule
Dans un article du quotidien Le Monde paru en janvier 2013, Israël Nisand apparaît comme l'un des principaux « gynécologues médiatisés » dont on affirme qu'ils auraient pu être influencés par les conflits d'intérêts autour de la préconisation des pilules de troisième et quatrième génération. Israël Nisand répond négativement sur ce sujet[réf. souhaitée] car il n'a jamais prescrit ces pilules mais il regrette qu'elles ne soient pas retirées du marché s'il est prouvé qu'elles sont plus dangereuses.

## Sélection de colloques, conférences et auditions
- « Recherches sur l'embryon : comment redéfinir les règles » colloque à la Cité des sciences, Paris, 20 novembre 1999[20]
- « Les nouvelles méthodes de procréation et leur impact sur la famille », conférence à l'université de tous les savoirs (UTLS), Paris, 11 janvier 2005
- « Les problèmes soulevés par les nouvelles méthodes de procréation » conférence donnée à l'ENA, Strasbourg, 23 janvier 2006[21]
- « Avorter : pas si simple » Débat de l'émission C dans l'air, France 5, 13 février 2007
- "La juste distance entre le gynécologue et sa patiente", conférence lors des 17e Journées du Collège des gynécologues et obstétriciens d'Alsace, Strasbourg, 9 juin 2016[22]

## Sélection de publications
Israël Nisand a écrit de nombreux articles dans les revues nationales et internationales principalement dans le domaine du diagnostic prénatal des cardiopathies congénitales. Il est à l’origine de la technique de prélèvement ovocytaire par voie vaginale sous contrôle échographique publiée dans le Lancet en 1984 qui a remplacé dans le monde entier la méthode plus invasive et plus risquée par cœlioscopie.
Il est l'auteur d'un rapport sur l'IVG en France (1999) et il a publié et dirigé plusieurs ouvrages.
- Gynécologie obstétrique, éditions Doin,  (ISBN 2-7040-1128-1)
- Soins infirmiers en maternité et aux personnes atteintes d'affections gynécologiques NCI NO22, éditions Masson,  (ISBN 2-225-85735-0)
- 9 mois, et cætera, avec Sophie Marinopoulos, Paris, Fayard,  (ISBN 978-2-213-63330-5)
- Elles accouchent et ne sont pas enceintes : le déni de grossesse, avec Sophie Marinopoulos, 2011, édition Les Liens qui libèrent,  (ISBN 978-2-918597-28-5)
- Et si on parlait de sexe à nos ados ? (collectif), Odile Jacob, 2012,  (ISBN 9782738127563)
- L’IVG, PUF, coll. « Que sais-je ? », juin 2012.

## Décoration
- Officier de la Légion d'honneur (2015). Chevalier en 2000[23].